# Lepyroniella
Lepyroniella is een geslacht van halfvleugeligen uit de familie Aphrophoridae. De wetenschappelijke naam van dit geslacht is voor het eerst geldig gepubliceerd in 1913 door Melichar.

## Soorten
Het geslacht Lepyroniella  is monotypisch en omvat slechts de volgende soort:
- Lepyroniella petrovi (Grigoriev, 1910)